# Uropeltis myhendrae
Uropeltis myhendrae là một loài rắn trong họ Uropeltidae. Loài này được Beddome mô tả khoa học đầu tiên năm 1886.